# (6898) Saint-Marys
(6898) Saint-Marys ist ein Asteroid des Hauptgürtels, der am 8. Juni 1988 von der US-amerikanischen Astronomin Carolyn Shoemaker am Palomar-Observatorium (IAU-Code 675) in Kalifornien entdeckt wurde.
Der Asteroid wurde am 24. Juli 2002 nach der kanadischen Universität Saint Mary’s University Halifax in Halifax in Nova Scotia benannt, die 1802 gegründet wurde.